# Ritual Entertainment
Ritual Entertainment foi uma desenvolvedora de jogos eletrônicos estadunidense fundada em 1996 por Robert Atkins, Mark Dochtermann, Jim Dosé, Richard Gray, Michael Hadwin, Harry Miller e Tom Mustaine. Sediada em Dallas, Texas, a empresa foi conhecida como Hipnotic Interactive, período quando começaram o desenvolvimento de seu jogo eletrônico mais famoso, SiN.

## História
Membros da equipe de desenvolvimento da Ritual Entertainment contribuíram para outros jogos como American McGee's Alice, Medal of Honor: Airborne, Tomb Raider: Legend e 25 to Life, e também desenvolveram as ferramentas "Übertools" para a id Tech 3, que foram licenciadas para diversos outros jogos.
Pouco depois de contratar a Hipnotic, a publicadora Activision alegou que a Hipnotic estava no centro do desenvolvimento de Duke Nukem 3D. A desenvolvedora do jogo, 3D Realms, negou de forma veemente esta afirmação, dizendo que apenas cinco membros da Hipnotic Interactive eram ex-funcionários da 3D Realms, e apenas três destes tiveram um papel importante no desenvolvimento de Duke Nukem 3D. No fim de 1997, a Hipnotic mudou seu nome para Ritual Entertainment para evitar conflitos de marca registrada com outra desenvolvedora de jogos eletrônicos, a Hypnotix.
Em 24 de janeiro de 2007, a desenvolvedora MumboJumbo anunciou a aquisição da Ritual Entertainment. Com esta aquisição, o foco da Ritual em jogos de ação tradicionais mudaria para jogos casuais, essencialmente travando o desenvolvimento da série mais recente da Ritual, SiN Episodes, depois do lançamento de um único episódio de um total planejado de nove. A compra ocorreu depois de meses de resignações de funcionários chave da empresa, incluindo o diretor executivo Steve Nix que se tornou diretor de desenvolvimento empresarial na id Software, e o vice-presidente e cofundador Tom Mustaine que depois fundou a Escalation Studios. Vários meses depois da aquisição, o gerente de relações da comunidade, Steve Hessel, saiu da empresa para se juntar à Splash Damage.
Antes do anúncio de aquisição, em 6 de dezembro de 2006, a Ritual anunciou a contratação de Ken Harward com novo diretor do estúdio.

## Jogos desenvolvidos
| Ano  | Título                                        | Plataforma(s)                          | Publicadora(s)          | Ref.          |
| ---- | --------------------------------------------- | -------------------------------------- | ----------------------- | ------------- |
| 1997 | Quake Mission Pack No. 1: Scourge of Armagon  | Microsoft Windows, Linux, macOS        | id Software             | [ 10 ]        |
| 1998 | SiN                                           | Microsoft Windows, Linux, macOS        | Activision              | [ 11 ]        |
| 2000 | Heavy Metal: F.A.K.K. 2                       | Microsoft Windows, Linux, macOS        | Gathering of Developers | [ 12 ]        |
| 2000 | Blair Witch Volume III: The Elly Kedward Tale | Microsoft Windows                      | Gathering of Developers | [ 13 ]        |
| 2003 | Star Trek: Elite Force II                     | Microsoft Windows, macOS               | Activision              | [ 14 ]        |
| 2003 | Legacy of Kain: Defiance                      | Microsoft Windows, PlayStation 2, Xbox | Eidos Interactive       | [ 15 ] [ 16 ] |
| 2004 | Counter-Strike: Condition Zero                | Microsoft Windows, Linux, macOS, Xbox  | Valve Corporation       | [ 17 ]        |
| 2004 | Delta Force: Black Hawk Down - Team Sabre     | Microsoft Windows                      | NovaLogic               | [ 18 ]        |
| 2006 | SiN Episodes                                  | Microsoft Windows                      | Valve Corporation       | [ 19 ]        |
| 2006 | 25 to Life                                    | Microsoft Windows, PlayStation 2, Xbox | Eidos Interactive       | [ 20 ]        |

### Não lançados
- The Lord of the Rings: The Two Towers (PC, 2002)[21]
- Legacy of Kain: The Dark Prophecy (2004)[22]
- SiN Episodes 2 a 9 (2007)[5]